# Uichteritz
Uichteritz is een plaats en voormalige gemeente in de Duitse deelstaat Saksen-Anhalt, en maakt deel uit van de Landkreis Burgenlandkreis.
Uichteritz telt 1.441 inwoners.

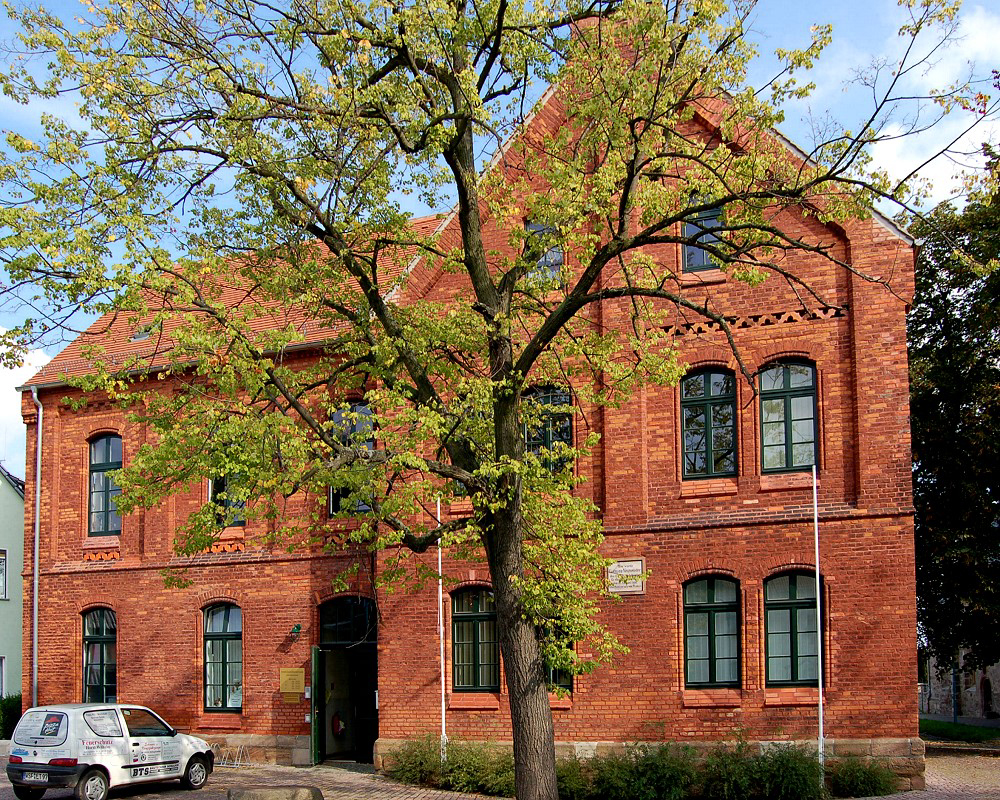
Oude school van Uichteritz
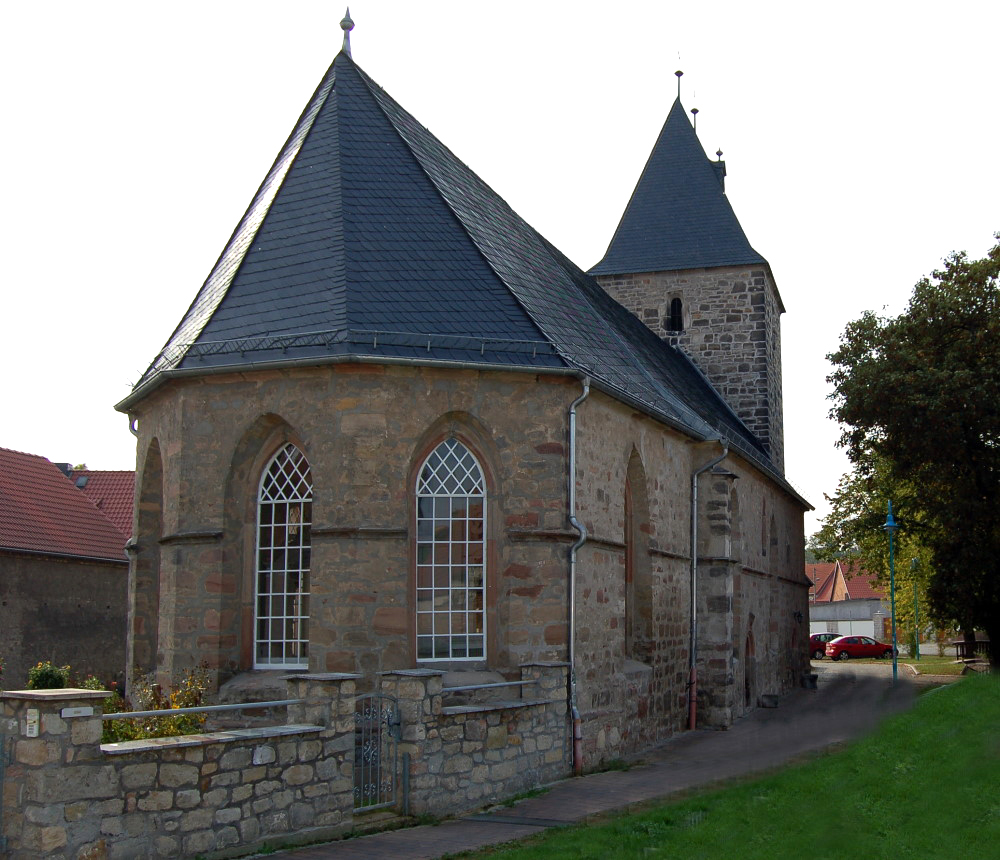
Kerk van Uichteritz
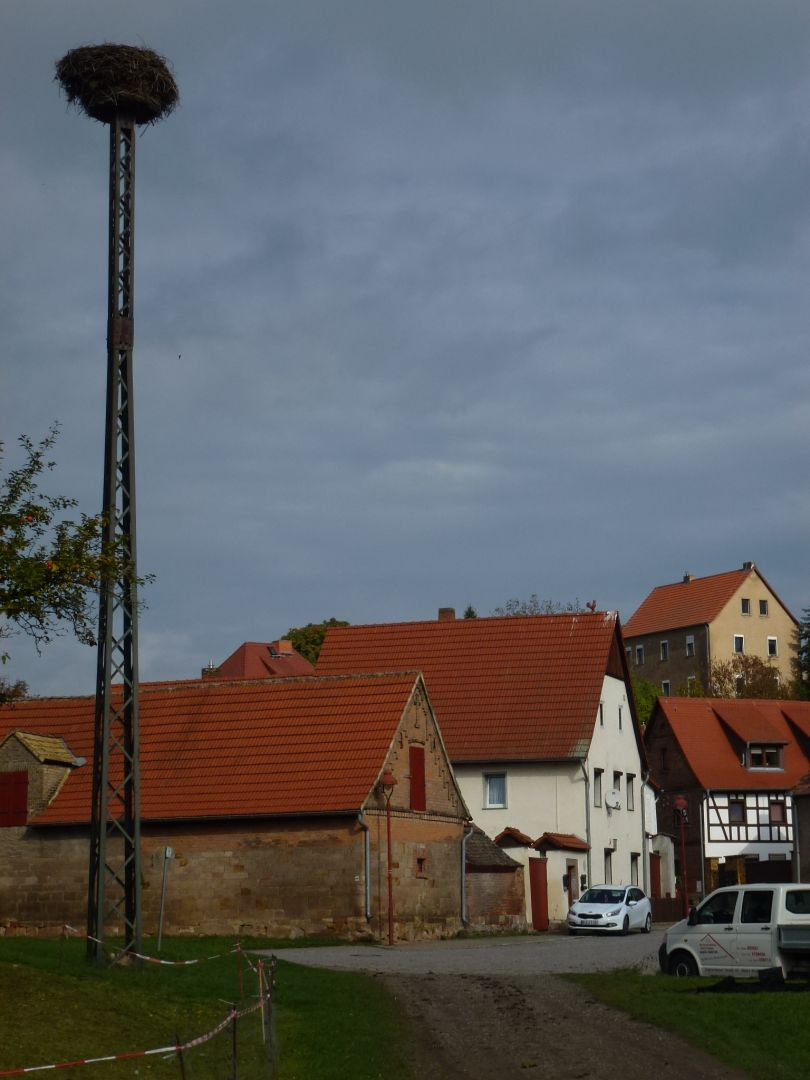
Ooievaarsnest in het centrum van Uichteritz